# オシエク
オシエク（クロアチア語:Osijek、ハンガリー語:Eszék、ドイツ語:Esseg、ラテン語:Essec、トルコ語:Ösek）はクロアチアで4番目に大きな都市。オシイェクとも表記される。ドナウ川の支流ドラヴァ川の右岸にあり、スラヴォニア地域の経済・文化の中心地である。

## 歴史

### 初期
新石器時代から定住地となっており、最初に知られた定住民はイリュリア人であった。131年、ローマ皇帝ハドリアヌスは古い定住地ムルサ・マイオル（Mursa Maior）を植民地として特別特権を与えた。しかしその後、パンノニア平原を舞台としたローマ帝国の戦いで幾度も主戦場となり、ムルサは荒廃していった。ローマ人の移住後、クロアチア人がムルサ跡に定住地をつくり、オシエクの名をつけた。オシエクとは、クロアチア語で引き潮を意味するosekaから生じている。湿地帯の水が溢れて水浸しになるのを避けるため、町を高い位置につくったことに由来する。中世のオシエクの様子を伝える痕跡はあまり残っていない。オスマン帝国がこの地を征服したとき、自分たちの好むやり方で町を作り直すことに固執したため、彼らは全てを破壊し尽くしたのである。
オシエクが町として歴史に登場するのは1196年である。1353年から1472年まで、オシエクはコロジ家（Korogyi）の封建領土であった。1526年8月8日、町は押し寄せたトルコの軍勢により略奪され破壊された。彼らはトルコ風に町を再建し、1579年に行われたトルコ側の調査で町の名を記載している。スレイマン1世は、有名な全長8kmもある木造の橋をオシエクに架けた。この橋は「スレイマンの橋」として知られている。町が公的に市となるのは17世紀のことである。

### ハプスブルク時代

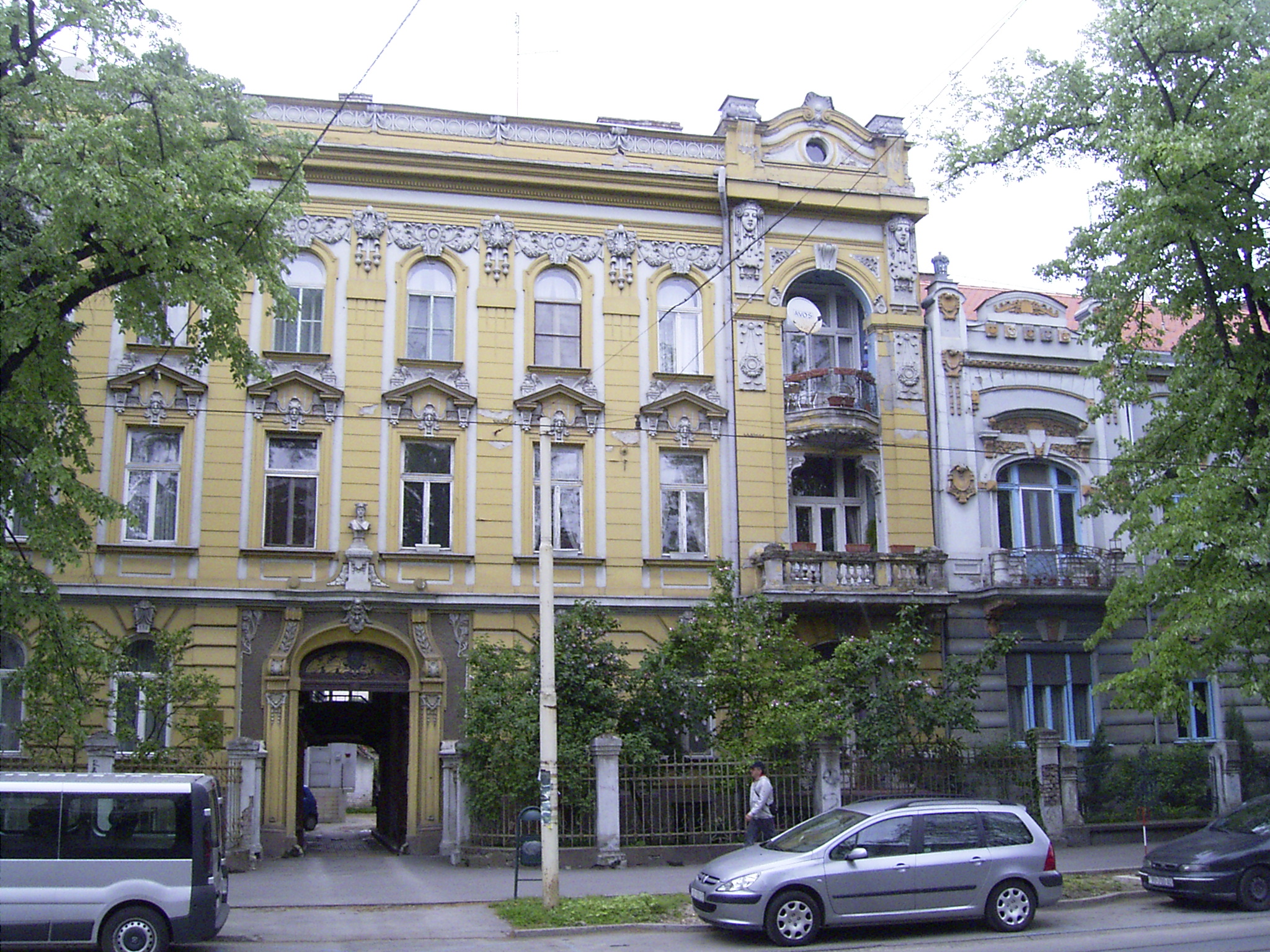
エウロプスカ通りの建物

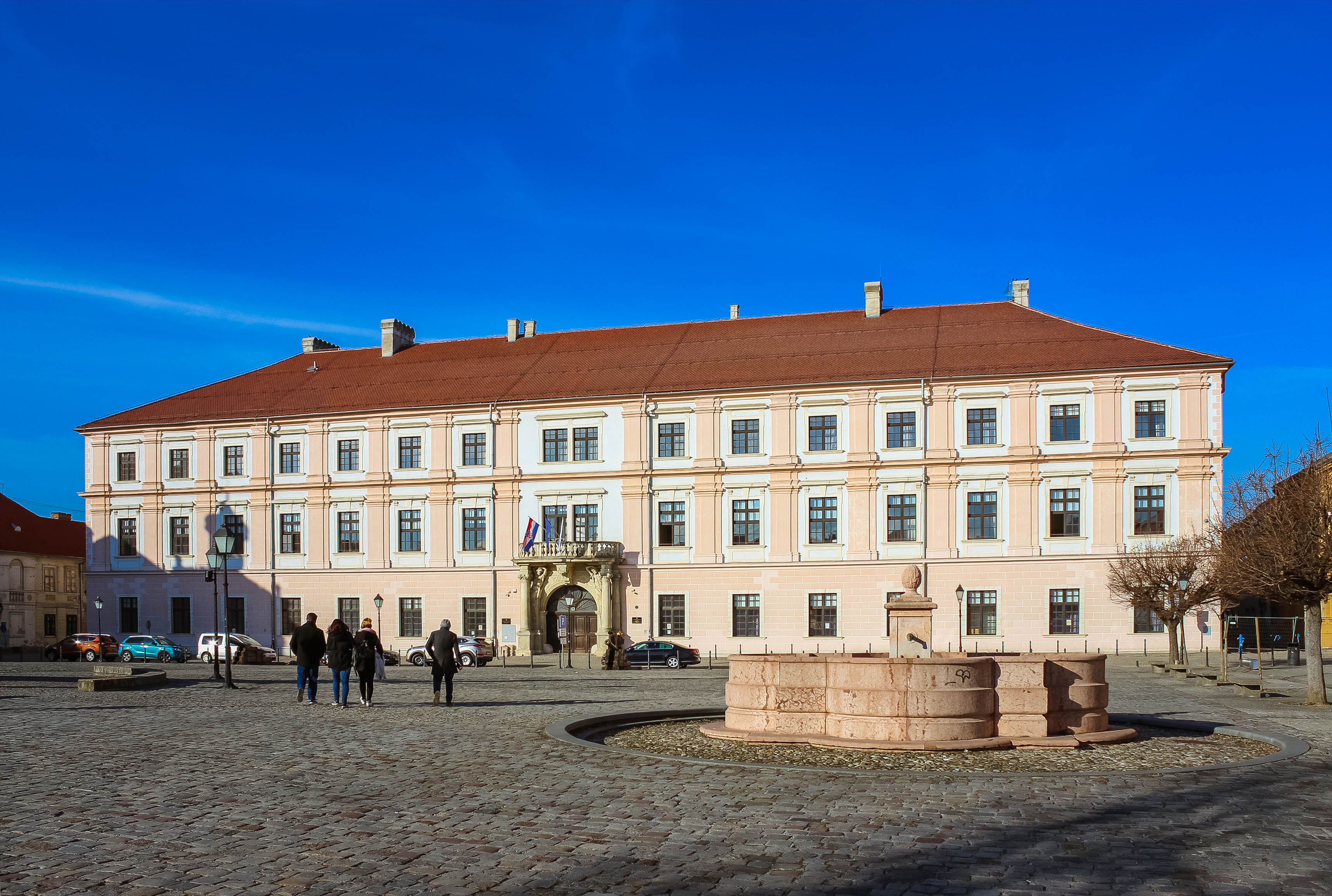
三位一体広場に残るスラヴォニア軍政国境地帯の総司令部宮殿

1687年9月29日、ハプスブルク帝国に占領されたオシエクは西側支配に復帰する。1712年から1721年にかけ、新たなオーストリアの権力者は、トヴルジャ（Tvrđa、オシエクの旧市街）で知られる新しい要塞を建設した。この一風変わった都市と軍事施設の複合は、オシエクの心臓部となっている。中央にある三位一体広場は北側を軍司令部の建物でふさがれ、西方は主要警備隊の建物、東部は行政長官官舎（現在はスラヴォニア博物館）でふさがれていた。広場の中央には、1729年に建てられたペストの記念碑がたつ。標高の高い場所にあるゴルニ・グラド（Gornji Grad）は1692年、下町であるドニ・グラド（Donji Grad）は1698年につくられた。1786年まで、トヴルジャとゴルニ、ドニは別々の自治体のままであった。18世紀後期、ヴィロヴィティツァ県の中心としてオシエクはヴィロヴィティツァ市より優勢となった。 
1809年、オシエクは帝国自由都市特権を授かった。19世紀初頭、オシエクはクロアチア最大の都市であった。その他の中央ヨーロッパ諸都市同様に発展し、ウィーンとブダペストからもたらされる文化、建築、社会経済の影響が浸透していった。19世紀、劇場、美術館（私蔵品を収蔵した美術館が1877年に開園）、フランシスコ会の印刷所などで文化が華開いた。経済と貿易の繁栄で力をつけた上流層は、宗教行事、公共行事、芸能やスポーツに親しんだ。西部のラトファルダ地区同様、ノヴィ・グラド地区が19世紀に建設された。

### 20世紀
1910年の調査では、市の人口の約12,000人がクロアチア人、約11,000人がドイツ人、約7,000人のユダヤ人、約3,700人のハンガリー人であった。20世紀に入り、シエニアク（Sjenjak）、ヴィイェナツ（Vijenac）、ユグ（Jug）、ユグII（Jug II）の各地区ができた。市が河岸に建つという地理的条件、文化・歴史両方の遺産（特にバロック様式のトヴルジャ）が知られるようになると、観光業が発展していった。
1991年から1995年のクロアチア独立戦争の間、オシエクはヴコヴァルのような激しい破壊を避けることができたが、極端ではないものの中心部と聖ペテロ・聖パウロ教会とその外面が損傷を受けた。初期の市街への爆撃で、1200人あまりの市民が命を落とした。いくつかの建物はいまだ攻撃された跡を残している。市のファサードは近年になって復旧に資金が投じられ、旧市街にあるかつてのオーストリア＝ハンガリー帝国時代の複雑なバロック建築の魅力を取り戻した。

## みどころ
バロック様式の町並み、要塞、ドラヴァ川沿いの遊歩道に人気の集まる観光地である。クロアチア民族音楽で使われる楽器タンブリツァ（Tamburica）の音楽祭が、国中からタンブリツァの楽団が集まり毎年5月に開催される。夏に開催される夜祭り（6月から8月）では多くのイベントが行われ、地元料理が楽しめる。また、ドラヴァ川周辺では狩猟や釣りを楽しめる。
オシエク地域は美食の都として知られる。伝統的なスラヴォニア料理（クレンというパプリカ風味のソーセージ、ハムなど。シカ肉料理、パプリカを用いた魚のスープriblja čorba）が楽しめる。また、地元ビールのブランド、オシエチコ（Osječko）とエッセケル（Esseker）がある。バラニャ地方特産のワインもある。

## 交通
オシエクは、鉄道、高速道路の接続点である。他には川港、オシエク空港がある。2008年3月より、ケルン・ボン空港との国際路線が開始された。鉄道は、ザグレブ、リエカ、ポジェガ、ヴィロヴィティツァ、ナシツェ、スラヴォンスキ・ブロドなどへの路線があり、ハンガリーへ向かう路線とも接続されている。ブダペスト、サラエヴォ行きの列車も停車する。

## オシエク出身の人物
- ダヴォール・シューケル - サッカー選手
- イゴール・ツビタノヴィッチ - サッカー選手
- ユリツァ・ヴラニェシュ - サッカー選手
- エレナ・ドキッチ - テニス選手
- ブランコ・ラスティグ - 映画プロデューサー
- ヴェチェスラヴ・トゥミル - 駐日教皇大使代理

## 姉妹都市
| - ペーチ、ハンガリー - プフォルツハイム、ドイツ - マリボル、スロヴェニア - トゥズラ、ボスニア・ヘルツェゴビナ | - プロイェシュティ、ルーマニア - ローザンヌ、スイス - ニトラ、スロヴァキア - プリズレン、コソボ |